# Селита Ебанкс
Селита Ебанкс (енгл. Selita Ebanks) је кајманска манекенка и фото-модел, рођена 17. фебруара 1983. на Кајманским Острвима.
На модној ревији куће Викторијас сикрет носила је 2007. грудњак вредан 4.500.000 долара.
Глумила је у филму Runaway са репером Канје Вестом и позирала за часопис Спортс илустрејтед. За кућу Викторијас сикрит ради од 2005. године.
Тајра Бенкс је изјавила да је поносна на Селиту Ебанкс јер је она, уз Шанел Иман, најпознатија тамнопута манекенка у модној кући Викторијас сикрет.